# Terradillos de Esgueva (kommunhuvudort)
Terradillos de Esgueva är en kommunhuvudort i Spanien.   Den ligger i provinsen Provincia de Burgos och regionen Kastilien och Leon, i den centrala delen av landet, 160 km norr om huvudstaden Madrid. Terradillos de Esgueva ligger 870 meter över havet och antalet invånare är 129.
Terrängen runt Terradillos de Esgueva är platt. Runt Terradillos de Esgueva är det ganska tätbefolkat, med 104 invånare per kvadratkilometer. Närmaste större samhälle är Roa, 15,2 km sydväst om Terradillos de Esgueva. Trakten runt Terradillos de Esgueva består till största delen av jordbruksmark.